# Rajputen

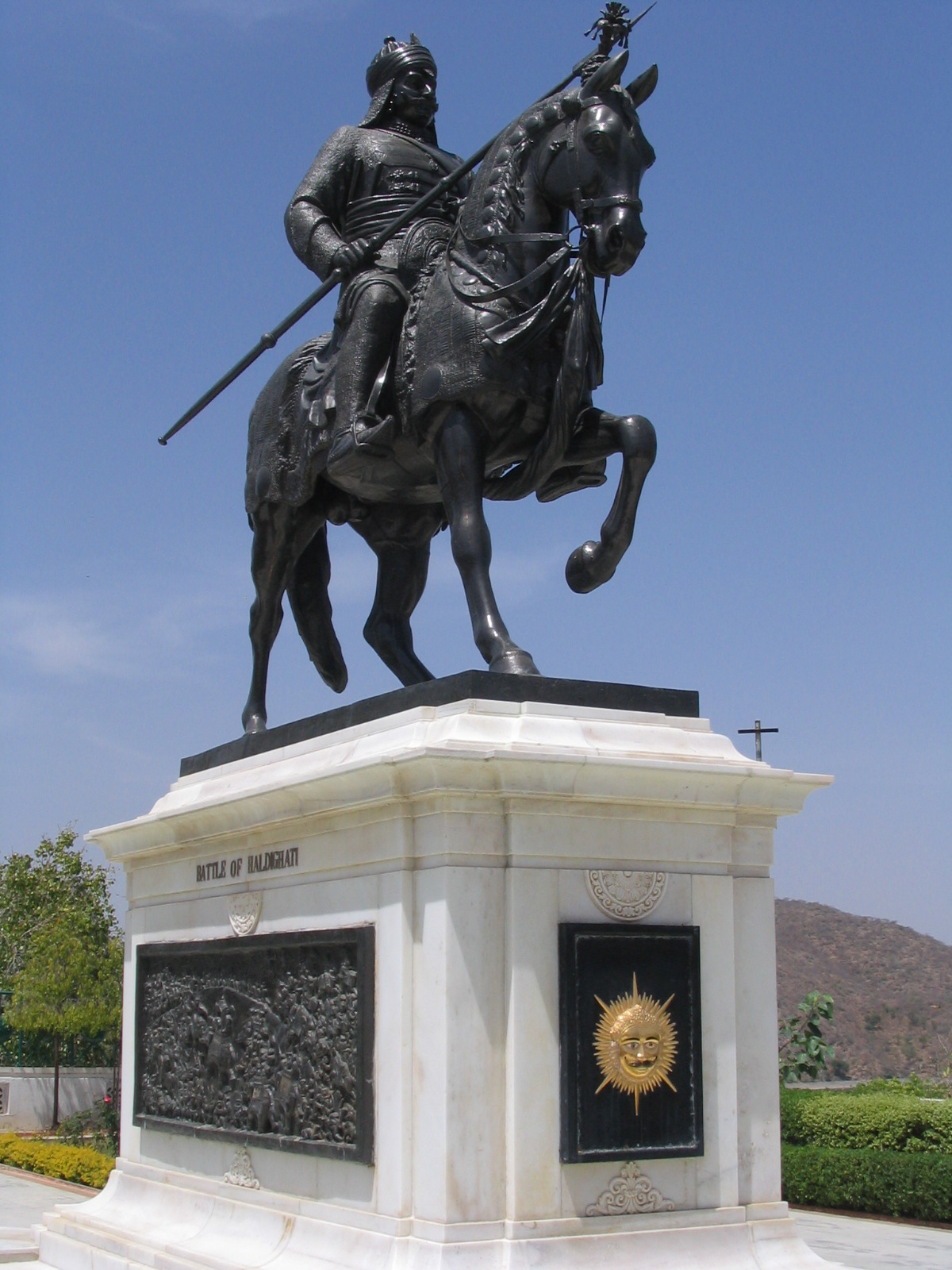
Maharana Pratap auf Chetak, vorn das Wappen der Sisodia

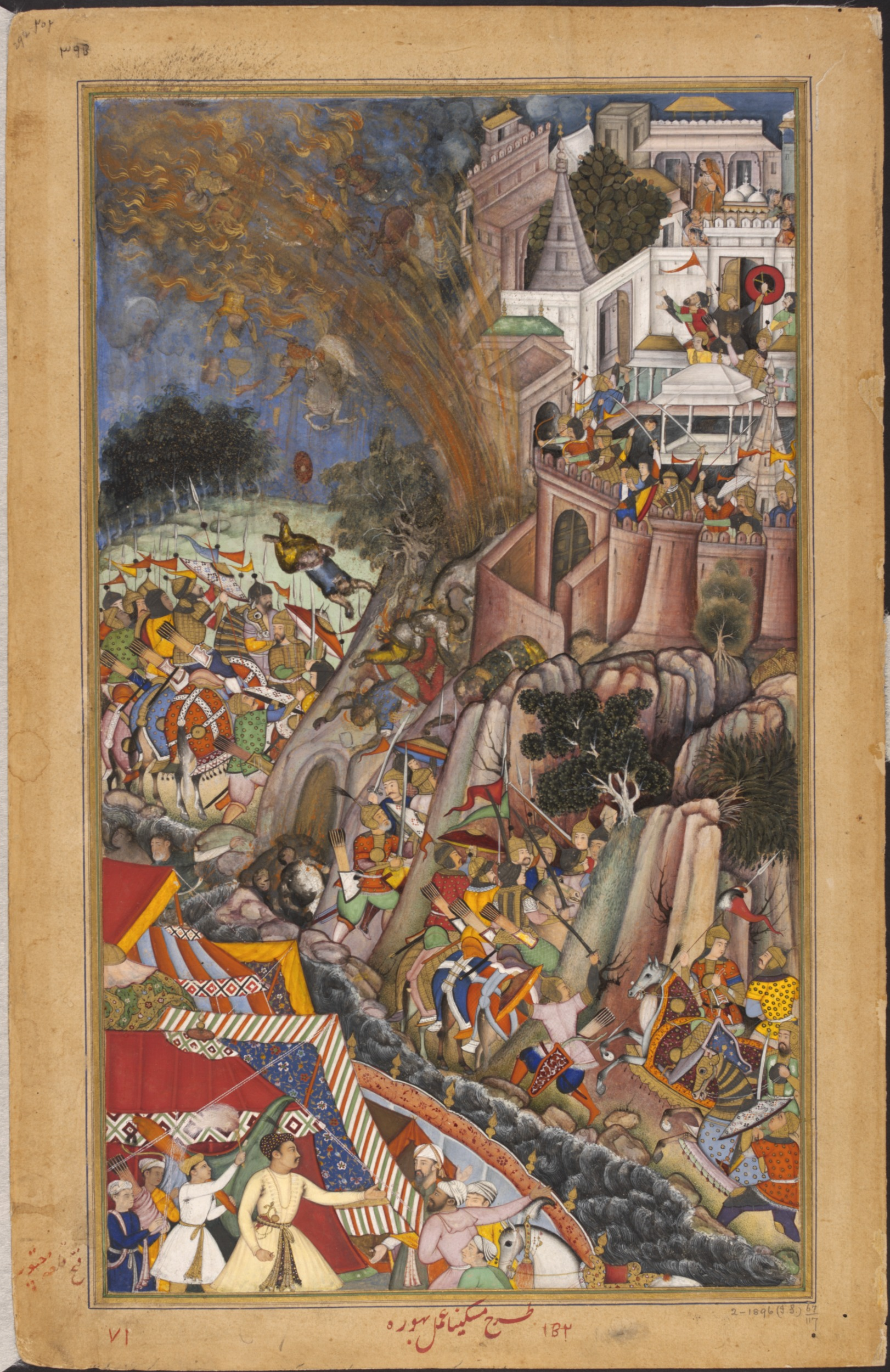
Sprengung bei Akbars Belagerung von Chittorgarh

Die Rajputen oder Radschputen (राज्पुत ‚Königssöhne‘) waren ein kriegerischer und ritterlicher Stamm aus der Kaste der kshatriya, der zweiten der vier Varna-Kasten. Im heutigen Indien sind sie eine Volksgruppe vor allem im Bundesstaat Rajasthan (früher Rajputana) und sprechen meist eine Variante von Rajasthani, wobei kleinere Populationen auch in vielen anderen Regionen Nordindiens leben und die regionalen Sprachen sprechen. Im Mittelalter und in der beginnenden Neuzeit machten die Rajputen Rajasthan zur Hochburg eines fürstlichen Indien. Einen großen kulturellen Beitrag zur Geschichte des Landes leisteten sie durch die Rajputenmalerei. Auch heute unterscheiden sie sich kulturell noch deutlich von allen anderen Volksgruppen des Landes.

## Geschichte
Erstmals erwähnt werden die Rajputen im Mahabharata, mit bescheidenem Territorialbesitz bei Delhi. Nach einer geschichtlich dunklen Phase vom 4. bis ins 8. nachchristliche Jahrhundert tauchen die Namen der ersten Könige auf, als Ahnen von 36 rajputischen Clans. Halb einheimisch, halb von einfallenden Skythen und Hephthaliten aus Zentralasien abstammend, bildeten die Rajputen eine echte Militäraristokratie auf der Grundlage einer feudalen Gesellschaftsordnung. Der Kunstgeschmack ihrer Fürsten prägte auch die mittelalterliche Tempelarchitektur und Plastik.
Die Rajputen gliederten sich in Clans mit exogamen Untergruppen und waren über komplizierte Heiratsgeflechte miteinander verwandt. Einem ihrer Clans, den Tomara, wird die Gründung Delhis im Jahr 736 zugeschrieben. Die vier bekanntesten Rajputen-Clans des Früh- und Hochmittelalters sind die Pratihara, Chauhan, Solanki und Paramara.
Am Ende des 8. Jahrhunderts beherrschte die Pratihara-Dynastie den Nordwesten Indiens, die damals Anspruch auf die alte Hauptstadt Kannauj am Ganges erhob und auch gegen die Araber in Sindh kämpfte. Der Pratihara-Staat ging am Ende des 10. Jahrhunderts langsam zugrunde und die nun wieder selbständigen Rajputenclans tauchten unter diesem Namen in der Geschichte auf.
Mit den Raubzügen und Eroberungen durch Mahmud von Ghazni († 1030) und später Muhammed von Ghur († 1206) entstand eine äußere Bedrohungslage zusätzlich zu den inneren Streitigkeiten der Rajputenclans und anderer indischen Machthaber. Die Rajputen unterlagen mit ihrem kastengebundenen Kampfesstil und Ehrenkodex den massiven Reiterangriffen der islamischen Eroberer. Die indische Kriegsführung war die Aufgabe bestimmter Kasten (der Kshatriya), die ihre Gefolgschaft rekrutierten. Bei diesen Aufgeboten handelte es sich aber überwiegend um Massen ungeschulter und kaum ausgerüsteter Fußsoldaten ohne inneren Zusammenhalt, nur geschützt durch die (schwer zu kontrollierenden) Kampfelefanten, die der (ohnehin militärisch überlegenen) Kavallerie der Eroberer nicht standhalten konnten. Fayd'herbe de Maudave schrieb 1776 über sie:

„Die Rajputen sind die edelsten und tapfersten unter den Indern. Sie kämpfen ohne Ordnung, weichen aber niemals zurück. Sie lassen sich eher zu Füßen ihres Raja töten als den Kampfplatz zu verlassen.“

Unter dem Fürsten Prithviraj III. Chauhan traten die vereinigten Rajputenheere 1191/92 den Ghuriden bei Tarain im Raum Delhi gegenüber. Der Krieg ging schließlich verloren. Prithviraj starb und die Muslime eroberten innerhalb weniger Jahre das gesamte Nordindien. Trotzdem mussten alle islamischen Herrscher im Sultanat von Delhi und im Mogulreich die Rajputen (z. B. Chittorgarh in Mewar 1303, 1568) besiegen, wenn sie im Land regieren wollten. Diese Kämpfe wurden immer wieder mit großer Grausamkeit geführt. Stand eine Festung vor dem Fall, verbrannten die Frauen und Konkubinen der Rajputen sich selbst, bevor die Männer im aussichtslosen Kampf fielen. Nach der Niederlage der Rajputen-Konföderation unter Sangram Singh (von Mewar, † 1528) gegen den Großmogul Babur († 1530) in der Schlacht von Khanua (März 1527) stiegen die Rajputen jedoch nie wieder zu einer überregionalen Macht in Indien auf. In der zweiten Hälfte des 16. Jahrhunderts stand Maharana Pratap an der Spitze der 36 Clans.
Die großen rajputischen Fürstentümer waren Mewar, Marwar und Amber (das spätere Jaipur). Zur Legitimation des Herrschaftsanspruchs diente ein mythischer Stammbaum oder eine göttliche Abstammung. Von zentraler Bedeutung waren Mond und Sonne. Das menschliche Gesicht im Strahlenkranz der Sonne war das Wappen der Sisodia. In Udaipur und Mewar findet es sich noch heute in vielen Palästen und Tempeln.
Im Mogulreich regierte Akbar I. von 1556 bis 1605. Nach seinem Sieg von Chittorgarh (1568) machte er die meisten Rajputenclans zu seinen Verbündeten, indem er Eheschließungen mit den Rajputenprinzessinnen initiierte und ihre Vertreter in höchste Staatsämter (Minister, Generäle, Gouverneure) aufsteigen ließ. Dazu traten seine religiöse Toleranz und die Abschaffung der religiösen Steuern, so dass er ein wirksames Gegengewicht zum muslimischen Hochadel hatte. Als der streng religiöse Muslim Aurangzeb (reg. 1658–1707) diese Politik wieder aufgab, beschleunigte er den Machtverfall seiner Dynastie erheblich. Er versuchte, die Fürstentümer aufzusplittern und zum Islam konvertierte Prinzen als Fürsten einzusetzen, was die Rajputen jedoch gegen ihn aufbrachte.
Im weiteren Verlauf des 18. Jahrhunderts verloren die Rajputen gegenüber den Marathen an politischem Gewicht. Ihre Vorkämpferrolle gegenüber dem Islam büßten sie ein. Die Beseitigung der marathischen Vorherrschaft in Britisch-Indien führte zur Unterordnung ihrer Fürstenstaaten unter die britische Oberhoheit (als Protektorate). Ihre Selbständigkeit wurde beibehalten und erst mit der Formierung des modernen Indien aufgehoben (1956). 
Heute haben die Rajputen nicht mehr die Stellung wie in früheren Jahrhunderten.

„All das Romantische und Zauberhafte – der Mut, die Treue, die Schönheit, die Fehden, das Gift, die Morde, die Kriege und die Frauenverehrung – , das in unserer Vorstellung mit dem Zeitalter der Ritter verknüpft ist, läßt sich in den Annalen dieses tapferen Staates finden.“